# Hà Phan
Hà Phan (tiếng Trung: 何藩; bính âm: Ho Fan, sinh 8 tháng 10 năm 1937 tại Thượng Hải) là một nhà nhiếp ảnh, diễn viên và đạo diễn Hồng Kông. Được biết tới nhiều nhất qua các bức ảnh đen trắng lấy bối cảnh đô thị Hồng Kông, Hà Phan đã được trao trên 280 giải thưởng tại các triển lãm và cuộc thi nhiếp ảnh quốc tế kể từ năm 1956.

## Tiểu sử
Sinh năm 1937 tại Thượng Hải, Trung Quốc nhưng Hà Phan di cư sang Hồng Kông cùng gia đình từ nhỏ. Ông bắt đầu tập chụp ảnh từ rất sớm với chiếc máy Rolleiflex vốn là quà tặng của bố Hà Phan dành cho ông, những bức ảnh đầu tiên được Hà Phan tráng rửa ngay trong bồn tắm của gia đình. Hà Phan đến với nhiếp ảnh chủ yếu thông qua tự học, ông rất hứng thú với đề tài cuộc sống đô thị Hồng Kông với những bức ảnh mô tả các con phố nhỏ, những khu ổ chuột, chợ, người bán hàng ven đường và trẻ nhỏ. Với cách đó Hà Phan đã ghi lại sự biến chuyển của Hồng Kông từ một cảng cá nhỏ trở thành một đô thị hiện đại trong thập niên 1950 và 1960.
Năm 2006, giám đốc phòng triển lãm Laurence Miller sau khi nhìn thấy ảnh của Hà Phan lần đầu tiên đã đưa ra nhận xét rằng "ảnh của ông ấy tạo cảm giác đây là những tác phẩm theo trường phái Bauhaus của Đức nhưng thực tế lại được chụp ở Hồng Kông. Những bức ảnh này vừa trừu tượng nhưng cũng lại mang màu sắc nhân văn." Hà Phan đã được lựa chọn là nghệ sĩ khách mời (Fellow) của Hiệp hội Nhiếp ảnh Hoa Kỳ (Photographic Society of America), Hiệp hội Nhiếp ảnh Hoàng gia Anh (Royal Photographic Society) và Hiệp hội Nghệ thuật Hoàng gia Anh (Royal Society of Arts in England) cũng như danh hiệu hội viên danh dự của các hiệp hội điện ảnh Singapore, Argentina, Brasil, Đức, Pháp, Ý và Bỉ.

## Sự nghiệp điện ảnh
Tuy được biết đến nhiều hơn ở tầm quốc tế qua vai trò nhà nhiếp ảnh, Hà Phan còn là một đạo diễn và diễn viên của điện ảnh Hồng Kông. Gia nhập hãng Thiệu Thị từ năm 1961, Hà đã tham gia đóng một số phim của hãng và bắt đầu được biết tới qua vai Đường Tam Tạng trong loạt phim chuyển thể Tây Du Ký của hãng Thiệu Thị nửa sau thập niên 1960. Hà Phan cũng làm trợ lý cho một số phim Thiệu Thị và còn là người đi đầu trong dòng phim độc lập, bộ phim ngắn độc lập Đại đô thị, tiểu nhân vật (大都市 小人物, Big City Little Man, 1963) của Hà đã dành giải Chứng nhận danh dự tại Liên hoan phim Quốc tế Nhật Bản năm 1964.
Năm 1969, Hà Phan rời hãng Thiệu Thị để theo đuổi nghiệp đạo diễn. Ông đã đạo diễn trên 20 bộ phim cho các hãng phim Hồng Kông và Đài Loan, trong đó đã có 3 bộ phim được chọn vào danh sách tranh tranh giải chính thức (Official Selection) tại Liên hoan phim Cannes, Liên hoan phim quốc tế Berlin và Liên hoan phim San Francisco, 5 bộ phim của Hà đã được đưa vào Bộ sưu tập chính (Permanent Collection) của Viện Lưu trữ phim tại Hồng Kông và Đài Loan. Hà cũng từng tham gia làm giám khảo tại Giải Kim Mã Đài Loan và Giải thưởng Điện ảnh Hồng Kông. Có nhận xét cho rằng những bộ phim của Hà cũng thực hiện được một điều tương tự như các bức ảnh của ông, đó là tìm ra được vẻ đẹp của đô thị Hồng Kông mà nếu không để ý người ta chỉ thấy đó là một nơi đông đúc, bận rộn và hỗn loạn.
Không chỉ là người đi tiên phong của dòng phim độc lập, Hà Phan còn là một trong những đạo diễn đầu tiên mở đầu trào lưu làm phim khiêu dâm với các tác phẩm đáng chú ý như Xuân mãn Đan Mạch (春滿丹麥, Adventure In Denmark, 1973), Trường phát cô nương (長髮姑娘, The Girl With The Long Hair, 1975) hay Tam độ du hoặc (三度誘惑, Temptation Summary, 1990).